# Acyrthosiphon
Acyrthosiphon är ett släkte av insekter som beskrevs av Alexandre Mordvilko 1914. Acyrthosiphon ingår i familjen långrörsbladlöss.

## Bildgalleri

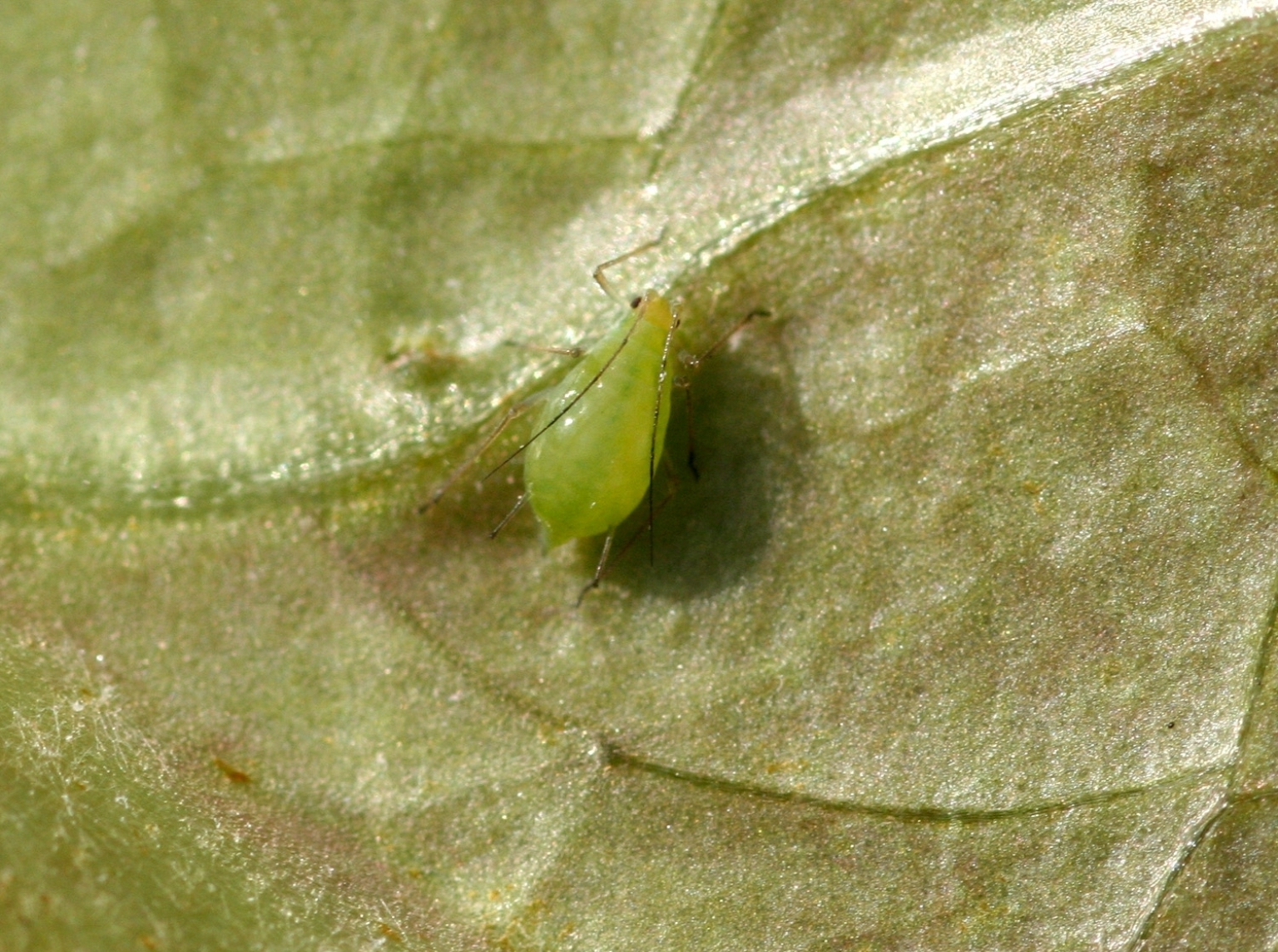
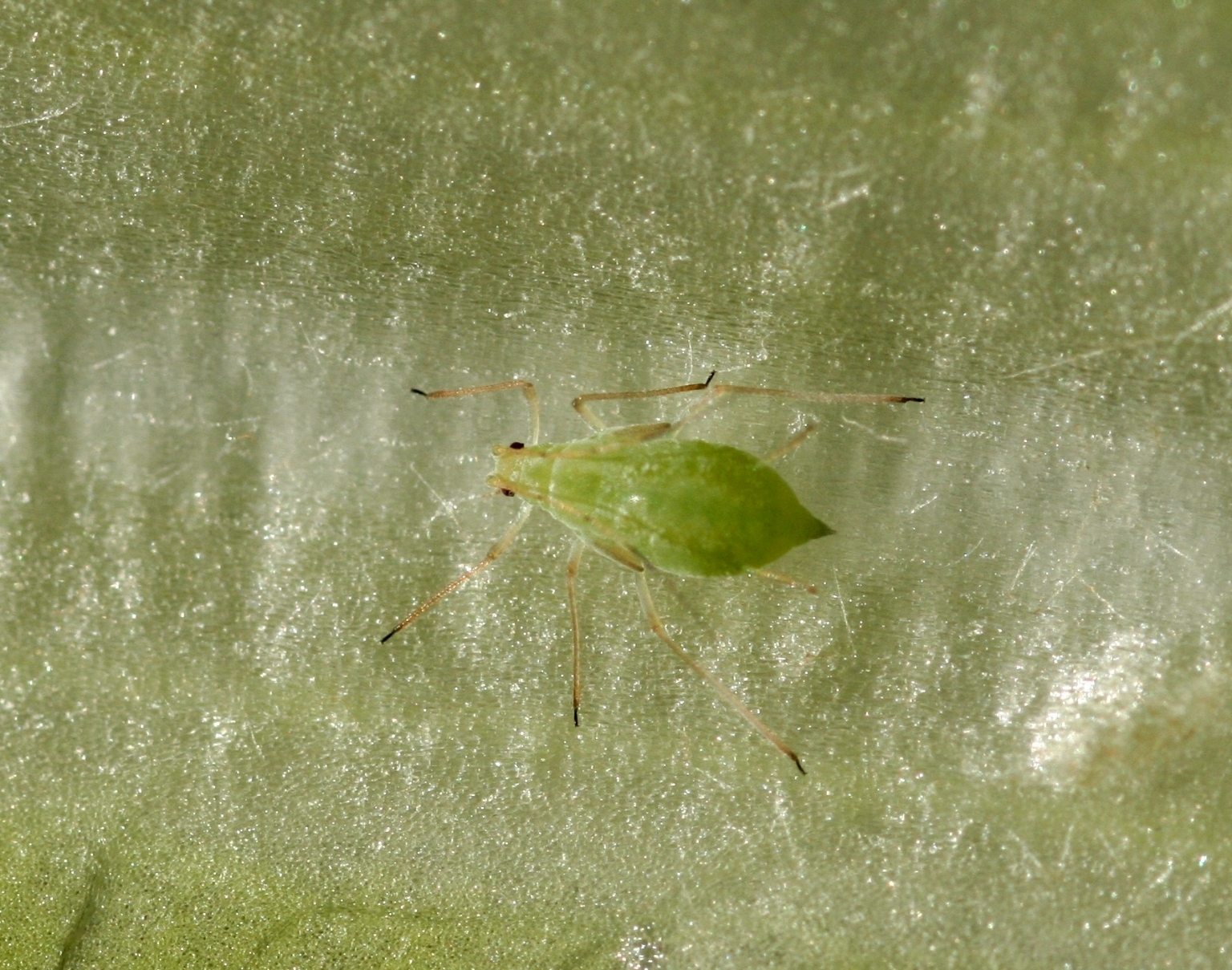
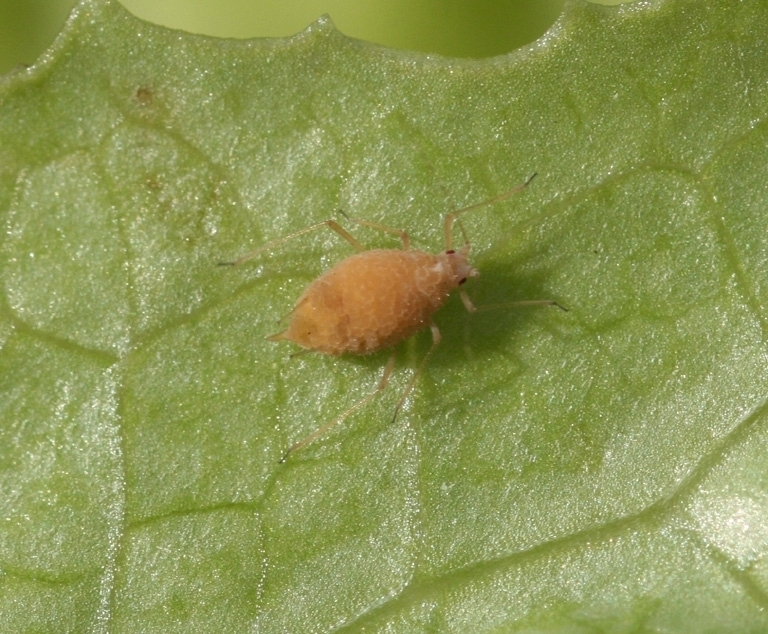
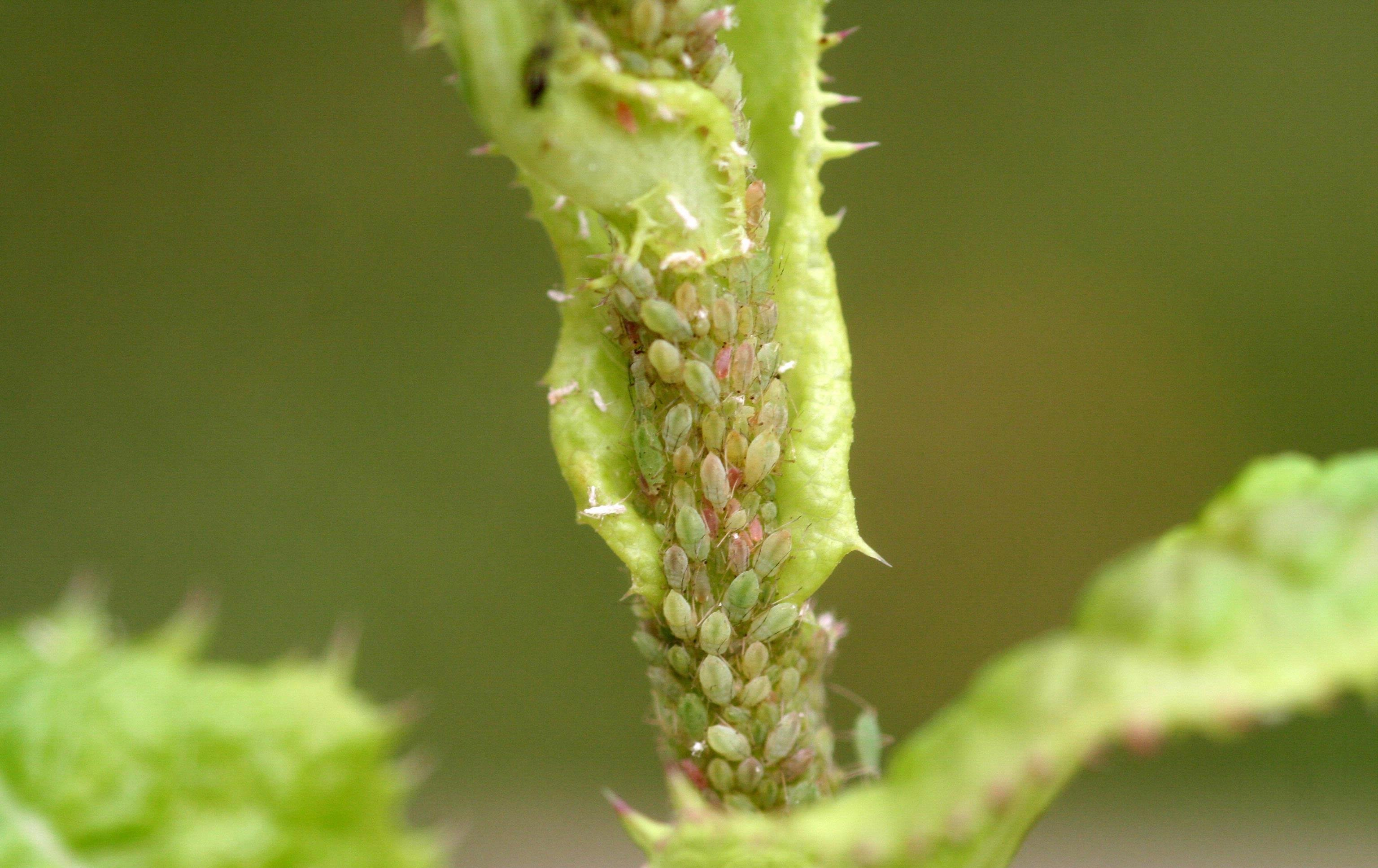
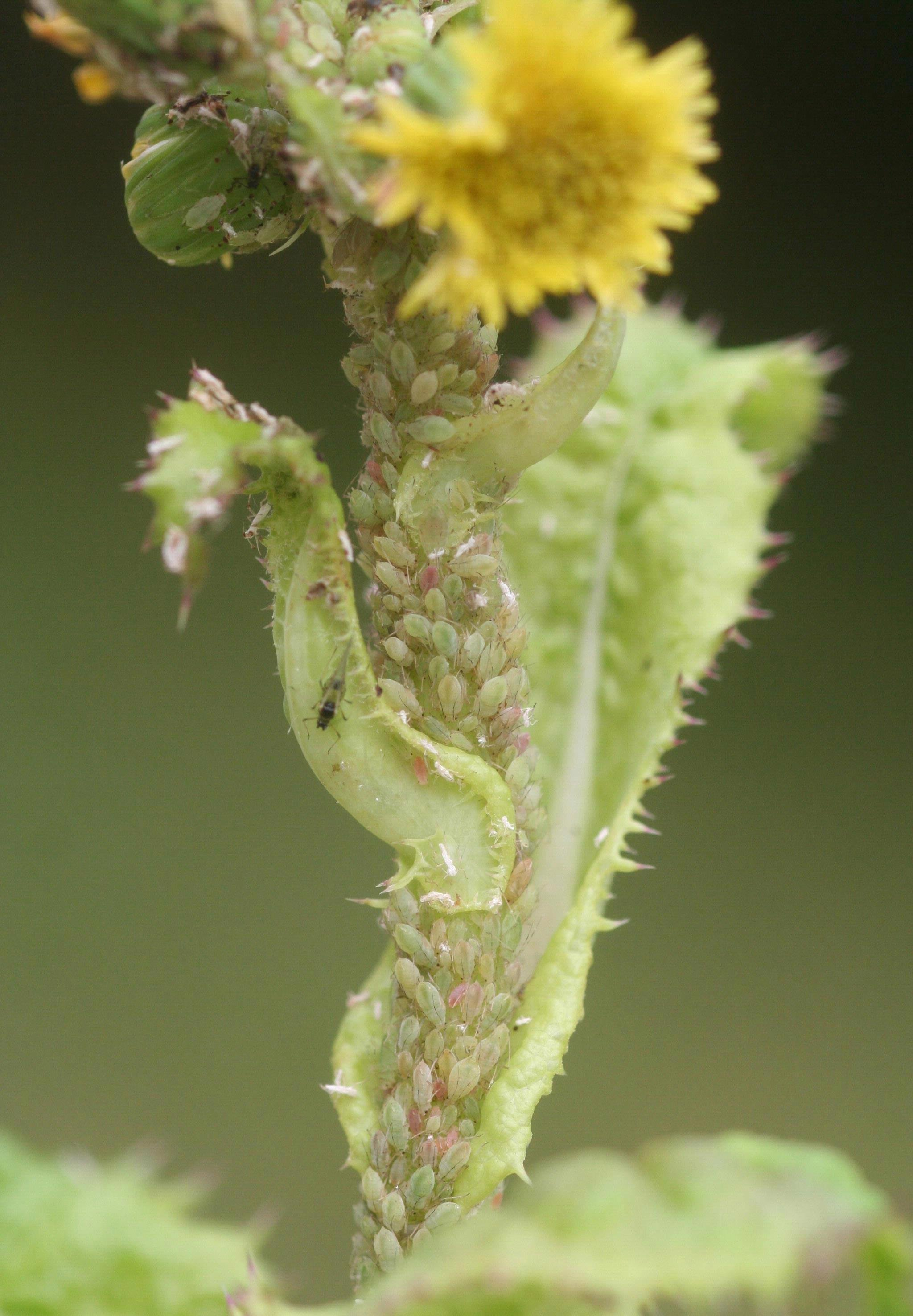

## Dottertaxa tillAcyrthosiphon, i alfabetisk ordning[1][2]
- Acyrthosiphon argus
- Acyrthosiphon artibreve
- Acyrthosiphon assiniboinensis
- Acyrthosiphon astragali
- Acyrthosiphon auctum
- Acyrthosiphon auriculae
- Acyrthosiphon bidenticola
- Acyrthosiphon bistorti
- Acyrthosiphon boreale
- Acyrthosiphon brachysiphon
- Acyrthosiphon brevicorne
- Acyrthosiphon capitellum
- Acyrthosiphon caraganae
- Acyrthosiphon chelidonii
- Acyrthosiphon churchillense
- Acyrthosiphon crepidis
- Acyrthosiphon cyparissiae
- Acyrthosiphon dauricum
- Acyrthosiphon echinospartii
- Acyrthosiphon elaeocarpi
- Acyrthosiphon emeljanovi
- Acyrthosiphon ericetorum
- Acyrthosiphon euphorbiae
- Acyrthosiphon evodiae
- Acyrthosiphon fragariaevescae
- Acyrthosiphon fragum
- Acyrthosiphon genistae
- Acyrthosiphon ghanii
- Acyrthosiphon glaucii
- Acyrthosiphon gossypicola
- Acyrthosiphon gossypii
- Acyrthosiphon hissaricum
- Acyrthosiphon ignotum
- Acyrthosiphon ilka
- Acyrthosiphon kamtshatkanum
- Acyrthosiphon knechteli
- Acyrthosiphon kondoi
- Acyrthosiphon lactucae
- Acyrthosiphon lambersi
- Acyrthosiphon loti
- Acyrthosiphon macrosiphum
- Acyrthosiphon malvae
- Acyrthosiphon moltshanovi
- Acyrthosiphon mordvilkoi
- Acyrthosiphon navozovi
- Acyrthosiphon neerlandicum
- Acyrthosiphon nigripes
- Acyrthosiphon norvegicum
- Acyrthosiphon orientale
- Acyrthosiphon pamiricum
- Acyrthosiphon papaverinum
- Acyrthosiphon pareuphorbiae
- Acyrthosiphon parvum
- Acyrthosiphon pentatrichopus
- Acyrthosiphon phaseoli
- Acyrthosiphon pisivorum
- Acyrthosiphon pisum
- Acyrthosiphon porrifolii
- Acyrthosiphon primulae
- Acyrthosiphon pseudodirhodum
- Acyrthosiphon purshiae
- Acyrthosiphon ranunculum
- Acyrthosiphon rubi
- Acyrthosiphon rubifoliae
- Acyrthosiphon rumicis
- Acyrthosiphon scalare
- Acyrthosiphon scariolae
- Acyrthosiphon shinanonum
- Acyrthosiphon soldatovi
- Acyrthosiphon sophorae
- Acyrthosiphon svalbardicum
- Acyrthosiphon vandenboschi
- Acyrthosiphon vasiljevi
- Acyrthosiphon wasintae